# Geneviere Anderson
Geneviere Anderson (* vor 2002) ist eine Filmschauspielerin, Stuntfrau, Produzentin, Drehbuchautorin und Fernsehköchin.

## Leben
Anderson hatte ihre ersten kleinen Fernsehauftritte Anfang der 2000er Jahre in den Fernsehserien Just Shoot Me – Redaktion durchgeknipst (2002), Malcolm mittendrin (2003), CSI: Miami (2003) und Star Trek: Enterprise (2004). Es folgten weitere kleine Auftritte in den Horrorfilmen The Hillside Strangler (2004) und Dracula’s Curse (2006) sowie in der Komödie The Adventures of Umbweki (2009). In Cody Jarretts Sugar Boxx spielte sie 2009 die Hauptrolle der Reporterin Valerie March, die sich in ein Frauengefängnis einschleust, um einen Prostitutionsring aufzudecken. Ebenfalls 2009 verkörperte sie die Dolly Malone in Tomi Hinkkanens Science-Fiction-Film Creature of Habit. Als Stuntfrau war sie in den Filmen Scary Movie 2, The Hillside Strangler und The Adventures of Umbweki sowie in der Fernsehserie CSI: Miami zu sehen.
Anderson tritt auch in der nach ihr benannten Kochsendung Gen’s Guiltless Gourmet auf, an der sie, neben ihrer Tätigkeit als Fernsehköchin und Moderatorin, auch als Produzentin und Drehbuchautorin mitwirkte. Zudem beteiligte sie sich 2013 als Associate Producer an der Kochsendung Sci Fine Dining, in der sie auch einen Gastauftritt hatte.

## Filmografie
als Schauspielerin
- 2002: Just Shoot Me – Redaktion durchgeknipst (Just Shoot Me!, Fernsehserie, eine Folge)
- 2003: Malcolm mittendrin (Malcolm in the Middle, Fernsehserie, eine Folge)
- 2003: CSI: Miami (Fernsehserie, eine Folge)
- 2004: Star Trek: Enterprise (Fernsehserie, eine Folge)
- 2004: The Hillside Strangler
- 2006: Dracula’s Curse
- 2007: Drake Beckett: The Devil’s Newest Threat (Kurzfilm)
- 2009: The Adventures of Umbweki
- 2009: Sugar Boxx
- 2009: Creature of Habit
- 2011: A Perfect Day (Kurzfilm)

als Stuntfrau
- 2001: Scary Movie 2
- 2002: CSI: Miami (Fernsehserie)
- 2004: The Hillside Strangler
- 2009: The Adventures of Umbweki

Kochsendungen
- –2009: Gen’s Guiltless Gourmet (als Köchin, Moderatorin, Produzentin und Drehbuchautorin)
- 2013: Sci Fine Dining (als Associate Producer, Gastauftritt)